# Dree Süsters

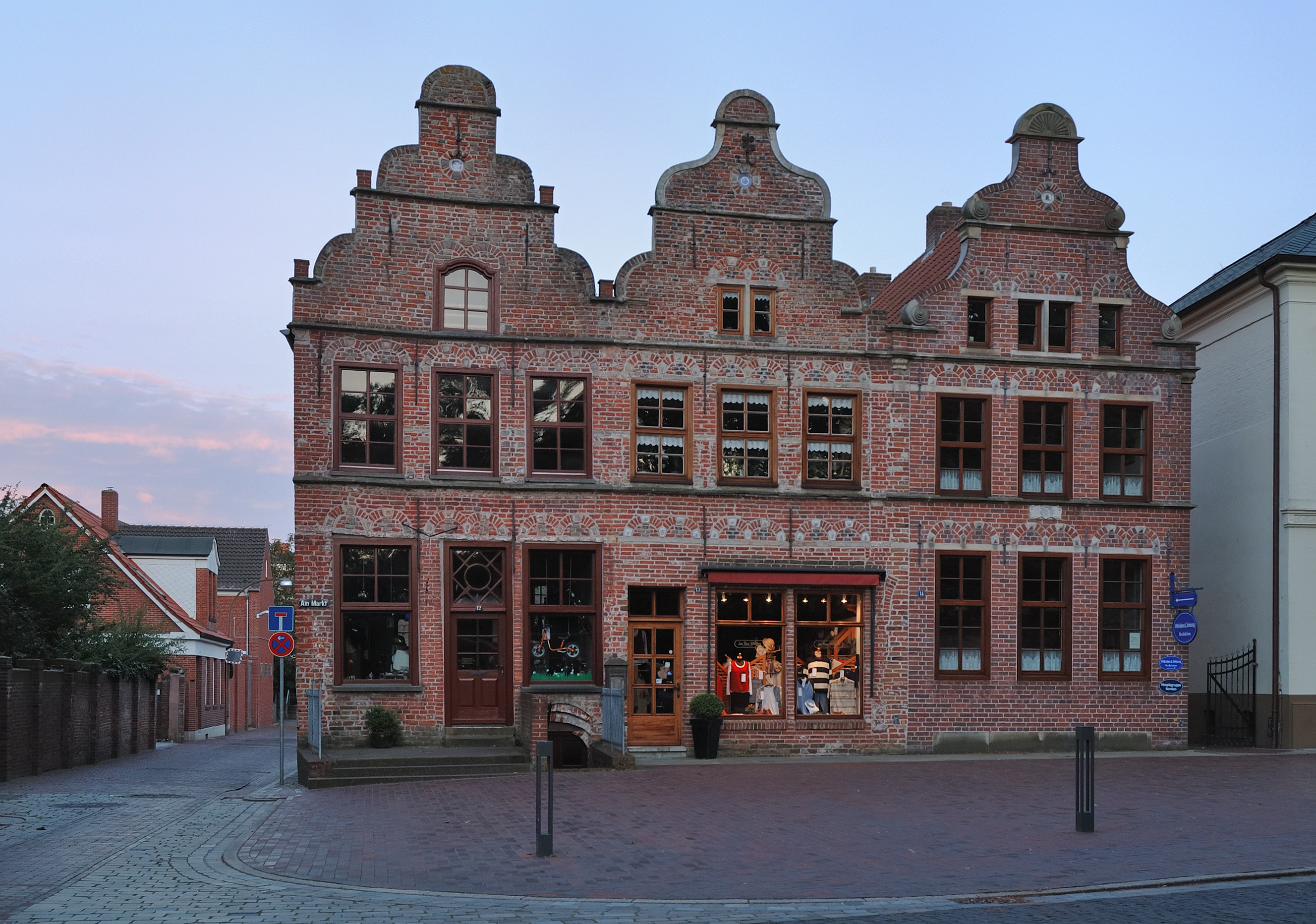
Das Gebäudeensemble Dree Süsters („Drei Schwestern“) am Norder Marktplatz.

Die Dree Süsters (Plattdeutsch: Drei Schwestern) sind ein denkmalgeschütztes Gebäudeensemble in der ostfriesischen Küstenstadt Norden (Landkreis Aurich, Niedersachsen). Es hat die Adresse Am Markt 12–14.

## Beschreibung
Das Ensemble besteht aus drei giebelständigen Backsteinbauten, die im 16. Jahrhundert im Stil der Renaissance erbaut wurden. Das Gebäude mit der Hausnummer 12 entstand um 1570, das mittlere um 1630 und das Gebäude mit der Nummer 14 ebenfalls in diesem Zeitraum. Aufgrund ihrer großen Ähnlichkeit werden die Bauten Dree Süsters genannt. Der rechte Bau (mit der Hausnummer 14) wich um 1963 einem Parkplatz. Sein Giebel wurde im Jahre 1991 anhand von alten Fotografien für die Nutzung als Fremdenverkehrsbüro rekonstruiert.
Die beiden linken Giebel sind Teil eines Doppelhauses. Sein linker Giebel ist im Übergangsstil von Gotik zu Renaissance ausgeführt worden. Er wirkt wie ein gotischer Staffelgiebel, in dessen Abtreppungen Viertelkreise gestellt wurden. Damit weist er bereits Ansätze zum Schweifgiebel auf, der beim etwas später entstandenen mittleren Haus (Hausnummer 13) bereits voll ausgeprägt ist. Im oberen Zentrum der Giebel ist im Mauerwerk pro Gebäude jeweils ein Kreissegment mit Diamantquaderung zu sehen. In dessen Zentrum befindet sich in den beiden erhaltenen Häusern als Schmuckelement jeweils ein Delfter, im rekonstruierten Haus Nummer 14 ein Teller aus Harlingen.
Alle drei besitzen Gurtgesimse, das Haus Nr. 12 hat zusätzlich auch noch Traufsteine aus Sandstein. Diese Sandsteinbänderungen wurden im 17. Jahrhundert erneuert. Die ursprüngliche Fenstergliederung ist an der marktzugewandten Seite durch die doppelten Entlastungsbögen mit Diamantquaderung noch erkennbar. Beim Haus Nummer 12 verfügt auch der rückwärtige Giebel über Entlastungsbögen.